# Squalus montalbani
Squalus montalbani är en hajart som beskrevs av Gilbert Percy Whitley 1931. Squalus montalbani ingår i släktet Squalus och familjen pigghajar. IUCN kategoriserar arten globalt som sårbar. Inga underarter finns listade i Catalogue of Life.